# Гоксув
Гоксув (Гоксув-отар) (кум. Гёксув) — село в Хасавюртовском районе. Входит в Темираульское сельское поселение

## География
Село расположено к юго-востоку от районного центра города Хасавюрт, на границе с Кизилюртовским районом, на левом берегу реки Сулак.
Ближайшие населённые пункты: на севере — село Темираул, на северо-востоке — село Кироваул, на юге — посёлок Новый Сулак, на востоке — село Султан-Янгиюрт, на западе — село Кокрек.

## История
22 ноября 1928 года 4 сессией ЦИК ДАССР 6 созыва принимается новый проект районирования республики. На его основе было принято постановление о разукрупнении округов и районов и образовании 26 кантонов и 2 подкантонов. Хасавюртовский кантон был образован на части территории бывшего Хасавюртовского округа, переданного в состав ДАССР из Терской области в 1921 году. По новому районированию кантон состоял из 18 сельских советов, в том числе и Андрейаульский (Андрейаул, Абдель-отар, Аджаматовка, Гоксув, Шавхал).

## Население
| 1914 | 1926 | 1939 | 1970 | 1989 | 2002 | 2010 |
| ---- | ---- | ---- | ---- | ---- | ---- | ---- |
| 17   | ↗32  | ↗61  | ↗666 | ↘482 | ↗750 | ↘749 |
| 2021 |      |      |      |      |      |      |
| ↗859 |      |      |      |      |      |      |

Национальный состав
По данным Всесоюзной переписи населения 1926 года:
| № | Национальность | Численность, чел. | Доля  |
| - | -------------- | ----------------- | ----- |
| 1 | кумыки         | 32                | 100 % |

По данным Всероссийской переписи населения 2021 года:
| №        | Национальность | Численность, чел. | Доля    |
| -------- | -------------- | ----------------- | ------- |
| 1        | кумыки         | 621               | 72,29 % |
| 2        | аварцы         | 235               | 27,35 % |
| 3        | другие         | 3                 | 0,34 %  |
| 3.000001 | всего          | 859               | 100%    |

## Известные уроженцы
- Хабилов Рустам Микаилович — боец смешанных единоборств, чемпион Мира по боевому самбо.

- Абубакар Нурмагомедов — профессиональный боец ММА.